# Pierre-Alexandre Monsigny
Pour les articles homonymes, voir Monsigny.
Pierre-Alexandre Monsigny est un compositeur français né le 17 octobre 1729 à Fauquembergues (Pas-de-Calais) et mort le 14 janvier 1817 à Paris. Il fut membre de l'Académie des beaux-arts (1813).Son nom figure avec son buste sur la façade est de l'Opéra Garnier à Paris.
Par sa musique pleine d'esprit, de fraîcheur et de charme parfois naïf, il parvient à structurer ce qui n'était qu'un compromis entre la comédie et l'opéra. Il se révèle alors comme le principal précurseur, avec André Grétry et François-André Philidor, d'un genre nouveau : l'opéra-comique.
Il ouvre ainsi la voie à Boïeldieu, Auber, Gounod, Bizet, Massenet… à tous ceux qui, par leur talent de compositeur, sont parvenus à illustrer avec succès ce genre bien français.
Paul Dukas déclarera même : « De tous les compositeurs de notre pays, il est peut-être le premier qui ait eu le don de l'émotion vraie, humaine, de l'expression communicative et du sentiment juste… ».

## Biographie
C'est dans l'arrière pays boulonnais, en direction d'Aire-sur-la-Lys, précisément à Fauquembergues, que naît, le 17 octobre 1729, Pierre-Alexandre Monsigny, quatre mois avant l'union légitimée de ses parents, Marie-Antoinette Dufresne et Nicolas Monsigny. 
S'ils sont tous deux originaires de Desvres, les lointaines racines paternelles sont parfaitement latines. En effet, selon certaines sources, Marc di Mancini, craignant la vendetta à la suite d'un duel où il tue l'un de ses compagnons, quitte la Sardaigne pour fuir vers les Pays-Bas espagnols. C'est aux premières années du XVIe siècle que la famille s'installe en Artois. Sous le règne de Louis XIV, les Monsigny, dont le nom s'est francisé, connaissent un certain apogée, tant par leur notoriété que par leur fortune. Celui-ci décline hélas peu à peu. Ils abandonnent ainsi, bien avant la Révolution, leur blason et leur particule.
Bien moins soucieux du passé tourmenté de ses aïeux que de l'éducation sa progéniture, Nicolas Monsigny envoie son fils au Collège des Jésuites wallons de Saint-Omer. Outre l'enseignement rigoureux habituel, Pierre-Alexandre découvre sans peine les rudiments du solfège, aidé en cela par un don évident remarqué par le patron de son père, un riche bourgeois cultivé qui lui fait partager les leçons de musique données à ses enfants par le carillonneur de l'abbaye Saint-Bertin. Il se perfectionne dans ce qui deviendra son Art : la  musique devient une idée fixe qui n'est peut-être pas du goût de son père qui ne mourra qu'en 1758. « Si j'allais à Paris, j'y ferais fortune » répétait sans cesse Pierre Alexandre.
En 1749, il décide de partir pour la capitale avec pour tout bagage quelques écus en poche, un violon, et une lettre de recommandation. Il entre ainsi chez M. de Saint-Julien, dans les bureaux de la comptabilité du Clergé de France. S'il gagne alors suffisamment d'argent pour subvenir aux besoins de ses proches, la capitale lui offre surtout la possibilité de stimuler davantage sa passion pour la musique. Au cours de l'année 1752, à l'issue d'une représentation de La serva padrona de Pergolèse à l'Opéra, il ne contient pas son enthousiasme. Cet ouvrage décide sa vocation. Audacieux, il veut tenter un changement profond dans l'art musical de son époque. Il devient l'élève de Gianotti, contrebassiste à l'Opéra, auteur d'un Guide de Composition. Cinq mois de leçons suffisent pour que ses étonnantes dispositions lui permettent de mettre cet enseignement en application.
C'est en secret, sur un livret de La Ribadière, qu'il écrit Les Aveux indiscrets, son premier opéra-comique, présenté au théâtre de la Foire Saint-Germain le 7 février 1759. Cet ouvrage remporte un accueil chaleureux, ce qui l'encourage à en composer un second, en deux actes, sur un texte de Pierre-René Lemmonier. Le Maître en droit connaît, l'année suivante, les mêmes ovations. Michel-Jean Sedaine, le librettiste à la mode, propose à Monsigny de collaborer avec lui, à la suite du succès de Le Cadi dupé. Leur production commune se révèle des plus heureuses : On ne s'avise jamais de tout, Le Roi et le fermier, Rose et Colas remportent tous trois un grand succès. Le 15 avril 1766, à l'Académie royale de Musique son ballet héroïque en trois actes Aline, reine de Golconde ne suscite toutefois qu'un accueil réservé. La critique se montre plus froide encore deux années plus tard, lors de sa création de L'Île sonnante. La musique, il est vrai, conserve sa grâce habituelle de la « patte » élégante et légère de Monsigny. En revanche, le livret de Charles Collé se révèle inadapté et justifie du passage éphémère de l'œuvre à l'affiche de la Comédie-Italienne.
C'est au cours de cette même année 1768 que le compositeur achète la charge de Maître d'hôtel au service du duc d'Orléans. Sedaine lui soumet alors le livret du Le Déserteur sur lequel il compose la partition qui a fait sa gloire. Mais Le Faucon créé en 1771 ne parvient pas à prendre son envol. Le 14 août 1775, La Belle Arsène suscite des critiques mitigées.
En 1777, après le succès de Félix ou l'Enfant trouvé, Monsigny cesse toute composition, sans doute en raison de problèmes de vue. Il est nommé inspecteur général des canaux à Orléans. Au début de l'année 1784, il épouse Amélie de Villemagne, avec qui il vivra paisiblement jusqu'aux troubles de 1789. 
La Révolution et la Terreur réduisent le musicien et sa famille à une misère profonde et le plongent dans l'oubli pendant quelques années. Apprenant l'état de pauvreté du compositeur, les sociétaires de l'Opéra-Comique parviennent à lui verser une rente de 2 400 Livres, prouvant leur reconnaissance à l'égard d'un des fondateurs de leur théâtre.
Les années d'adversité s'estompent peu à peu et, avec le temps, Monsigny retrouve sa juste renommée. Il devient inspecteur de l'enseignement au Conservatoire de Musique de Paris, puis en 1804, est fait Chevalier de la Légion d'honneur. Il succède en 1813 à Grétry à l'Académie des beaux-arts. Une cécité totale afflige ses dernières années.
Monsigny s'éteint dans sa maison de campagne située au 162 rue du Faubourg-Saint-Martin à Paris le 14 janvier 1817 en laissant le souvenir d'un homme modeste, courtois « aux manières simples et élégantes » plein d'une sensibilité qui transparaît tout au long de ses douze œuvres principales. Inhumé au cimetière du Père-Lachaise, ses ossements ont été exhumés en 1827.

## Œuvres
- Les Aveux indiscrets (1759)
- Le Maître en droit (1760)
- On ne s'avise jamais de tout (1761)
- Le Cadi dupé (1761)
- Le Roi et le Fermier (1762)
- Le Nouveau Monde (1763)
- Rose et Colas (1764)
- Aline, reine de Golconde (1766)
- Philémon et Baucis (1767)
- L'Île sonnante (1768)
- Le Déserteur (1769)
- Le Faucon (1772)
- La Belle Arsène (1773)
- Félix ou l'Enfant trouvé (1777)

## Pour approfondir

#### Biographies
- Tout ou partie de l'article est tiré de l'ouvrage de Dominique Ghesquiere, Monsigny, un des pères de l'opéra comique français édité en 2006 par la ville de Boulogne-sur-Mer, avec l'aimable autorisation de l'auteur.
- Alain Gérard, 100 figures d'Antan du Nord de la France, Éditions La Voix du Nord, 2002.
- Theodore Baker et Nicolas Slonimsky (trad. Marie-Stella Pâris, préf. Nicolas Slonimsky), Dictionnaire biographique des musiciens [« Baker's Biographical Dictionary of Musicians »], t. 2 : H-O, Paris, Robert Laffont, coll. « Bouquins », 1995 (réimpr. 1905, 1919, 1940, 1958, 1978), 8e éd. (1re éd. 1900), 4 728 p. (ISBN 2-221-06787-8), p. 2 826
- Joann Élart, Frédéric Guérin et Patrick Taïeb, « Fortune et prospérité de l’œuvre de Sedaine et Monsigny (1764-1862) : l’exemple de Rose et Colas », in Judith le Blanc, Raphaëlle Legrand et Marie-Cécile Schang-Norbelly (dir.), Une œuvre en dialogue : le théâtre de Michel-Jean Sedaine, Paris, Sorbonne Université Presses, collection « e-Theatrum Mundi », 2021, p. 273-310 [en ligne].

#### Autres
- Joann Élart, « Monsigny des Romantiques », Dezède,‎ 15 février 2013 (ISSN 2269-9473, lire en ligne) Ce dossier propose de suivre entre 1853 et 1872 la production tardive de deux œuvres de Monsigny inscrites au patrimoine de l’Opéra-Comique, Rose et Colas et Le Déserteur.